# Mihara
Mihara (三原市 -shi) é uma cidade japonesa localizada na província de Hiroshima.
Em 28 de Fevereiro de 2005 a cidade tinha uma população estimada em 105 919 habitantes e uma densidade populacional de 225 h/km². Tem uma área total de 470,98 km².
Recebeu o estatuto de cidade a 15 de Novembro de 1936.

## Cidade-irmã
- Yugawara, Japão